# Alice Town

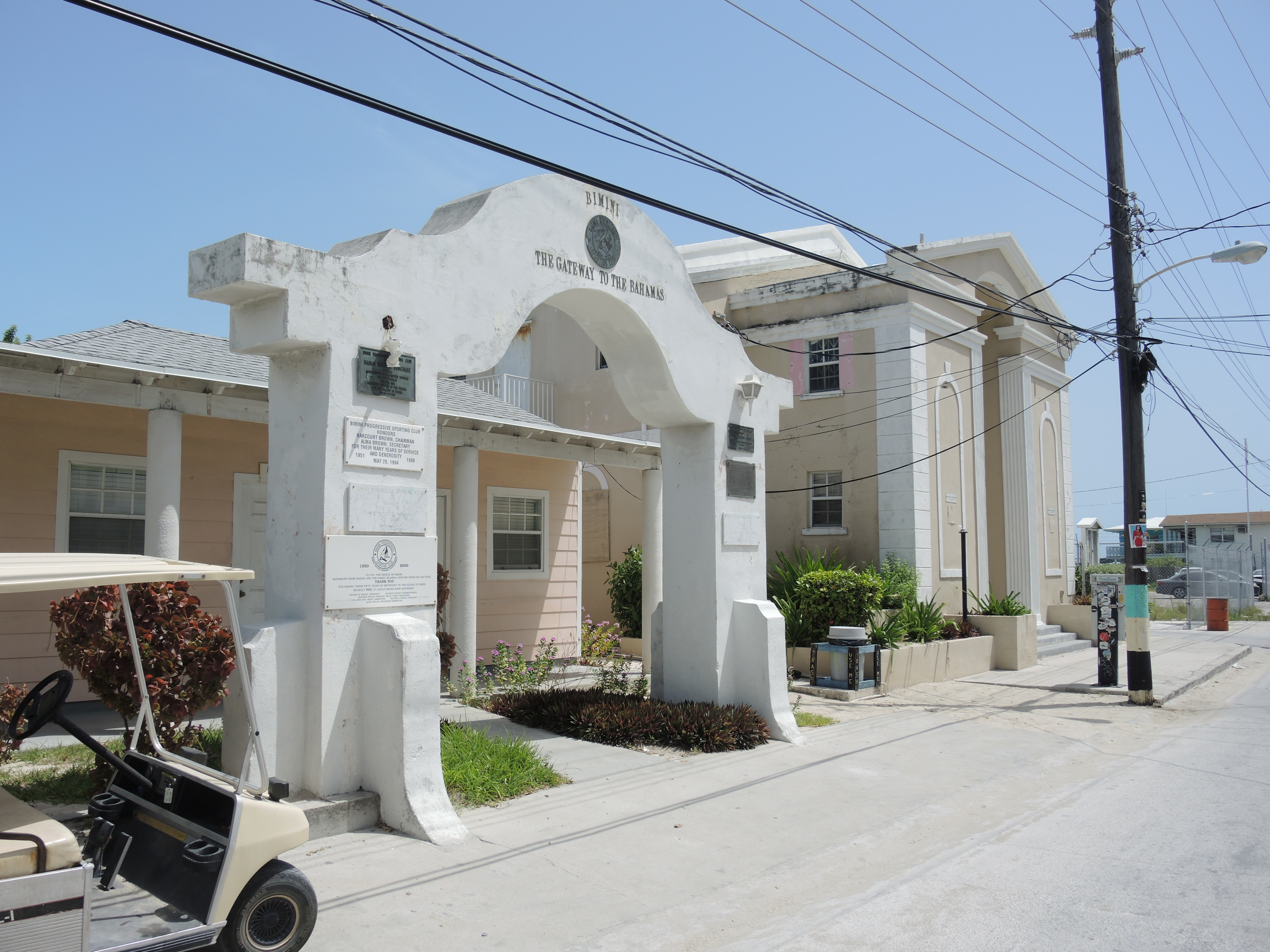
Alice Town.

Alice Town är en stad i distriktet Bimini, Bahamas. Den är belägen på ön North Bimini och är turistcentrum för öarna Bimini. Orten hade 2010 en befolkning som uppgick till 300 invånare. Bimini är de öar som ligger närmast Florida.